# Усть-Томизь
Усть-Томи́зь (рос. Усть-Томызь) — присілок у складі Афанасьєвського району Кіровської області, Росія. Входить до складу Пашинського сільського поселення.
Населення становить 1 особа (2010, 5 у 2002).
Національний склад станом на 2002 рік — росіяни 100 %.